# Vračev Gaj, Banatul de Sud
Vračev Gaj (în maghiară Varázsliget) este o localitate în Districtul Banatul de Sud, Voivodina, Serbia.

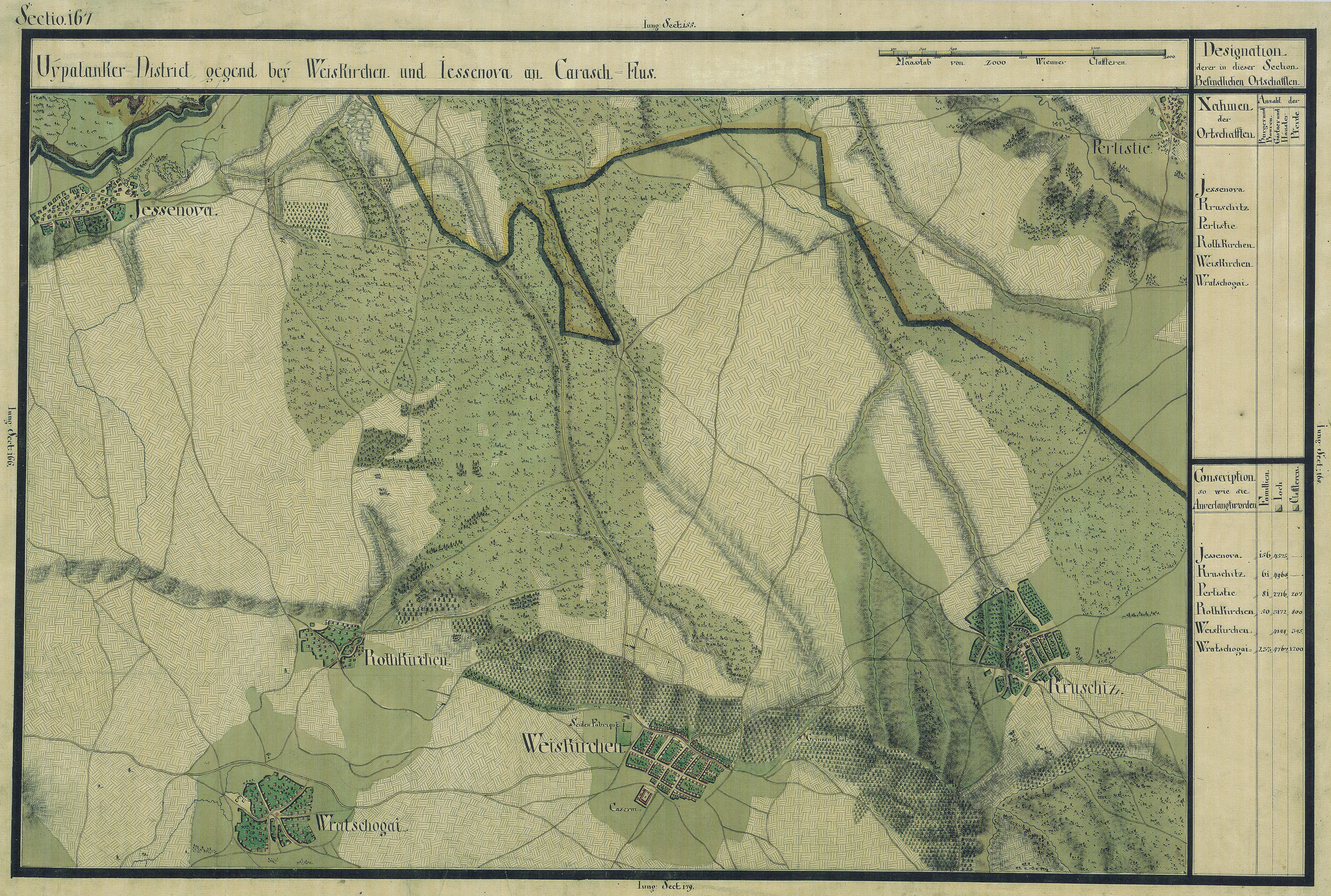
Vračev Gaj în Harta Iosefină a Banatului, 1769-72